# Seznam písní Rudolfa Cortése
Toto je seznam písní Rudolfa Cortése.

## Seznam
- poz. - píseň (autor hudby / autor textu písně)

(h: / t:) - doposud nezjištěný autor hudby nebo textu
- (na doplnění)

## A
- A housle hrály - (h: / t:)
- Ani ve snu bych se nenadál - (Miloslav Ducháč / Jiří Traxler)
- Až budeš má - (Miloslav Ducháč / t:) - album: Vzpomínky mi zůstanou (1988), Portréty českých hvězd (2000)
- Až na kraj světa - (F. Loesser / Jiří Traxler)
- Až půjdeme ve dvou - (J. Mangl / J. Moravec)

## B
- Bella Maria - (Sandmann / Jiřina Fikejzová)
- Bez tebe - (Švehla / t:) - album: Portréty českých hvězd (2000)
- Bílé Vánoce - (h: / t:)
- Blue sky - (h: / t:)

## C
- Cesta domů - (Jiří Sternwald / Pavel Kohout) - album: Trilobit se diví - Jiří Suchý a Ljuba Hermanová / Cesta domů - Rudolf Cortés (1962), Portréty českých hvězd (2000)[1]
- Cestou necestou - (Karel Valdauf / Bohuslav Nádvorník)
- Co má být (Whatever Will Be Will Be - Que sera, sera) - (Jay Livingston / Ray Evans, č. t. Zdeněk Borovec) - album: Váš dům šel spát (2000), Gold (2004)
- Co ti dám k svátku - (Vlastimil Hála / t:)[2] - album: Vzpomínky mi zůstanou (1988), Portréty českých hvězd (2000)
- Co ti mám říct - (Miloslav Ducháč / t:) - album: Vzpomínky mi zůstanou (1988), Portréty českých hvězd (2000)

## Č
- Čert ví proč - (Karel Krautgartner / Vladimír Dvořák)[3]
- Čím víc tě mám rád - (Georges Auric / Wiliam Engvick, č. t. Vladimír Dvořák) - album: Čím víc Tě mám rád/ (1954), Váš dům šel spát (2000), Gold (2004)

## D
- Daleko, daleko - (G. N. Nosov / Vladimír Dvořák)
- Dejte mi vodu - (h: / t:) - blues
- Děda blues - (h: / t:) - album: Poslouchej (1979)
- Desperado - (h: / t:) - album: Poslouchej (1979)
- Dívám se, dívám (Karel Valdauf / Bohuslav Nádvorník) - Ivana Seinerová a Ivan Trnka a Rudolf Cortés - tango
- Divotvorný hrnec - (Burt Lane / Jiří Voskovec a Jan Werich) - album: Váš dům šel spát (2000), Gold (2004)
- Dobrou noc - (Zdeněk Petr / Vladimír Dvořák) - ze hry Sto dukátů za Juana
- Dobrou noc - (Miloslav Ducháč / t:)
- Do starých známých míst - (Vlastimil Hála / Zdeněk Borovec) - album: Setkání po letech (1971), Váš dům šel spát (2000), Gold (2004)
- Duben, první duben (Cheek To Cheek) - (Irving Berlin / Josef Kainar) - album: Váš dům šel spát (2000), Gold (2004)

## Ď
- Ďáblovo stádo (Riders In The Sky) - (Stan Jones / Jiří Brdečka) - album: Setkání po letech (1971), Váš dům šel spát (2000), Gold (2004)

## E
- Ezop a brabenec - (Jaroslav Ježek / Jiří Voskovec a Jan Werich) - album: Váš dům šel spát (2000), Gold (2004)

## G
- Granada - (h: / t:)

## H
- Hájek - (lidová / t:) - album: Portréty českých hvězd (2000)
- Hej hory, hory - (h: / t:)
- Hejno kondorů - (E. Fresman / Petr Skála ) - (nahráno - 2. března 1942)
- Hloupý Honza (Woody Woodpecker) - (h: / t:) - album: Setkání po letech (1971)
- Hm, hm - (Leopold Korbař / Jaroslav Moravec) - původně nazpíval Arnošt Kavka
- Hudba a smích - (h: / t:)
- Hvězda mi poví - (h: / t:)

## I
- Irská ukolébavka - (h: / t:)

## J
- Já jsem viděl hezkou holku - (J. Koutek / t:) - album: Portréty českých hvězd (2000)
- Já nemohu klidně spát - (h: / t:) (nahrávka na gramofonovou desku - píseň z filmu Pancho se žení - rok: 21. prosinec 1944)
- Jak šel život - (h: / t:) - album: Poslouchej (1979)
- Jean - (h: / t:) - album: Poslouchej (1979)
- Jdou stáda jdou - (Ladislav Pikart / Jiří Aplt) - album: Jdou stáda, jdou/Zapadákov (1975), Váš dům šel spát (2000), Gold (2004)
- Jen ten kdo miluje - (h: / t:) - (nahrávka na gramofonovou desku - píseň z filmu Sobota - rok: 21. prosinec 1944)
- Jesse James - (traditional / t:) - album: Portréty českých hvězd (2000)
- Jozue - (h: / t:)

## K
- Kalná řeka (Ol' Man River) - (Jerome Kern / Hammerstein Oscar II, č. t. Jan Werich a Pavel Kopta) - album: Váš dům šel spát (2000), Gold (2004)[4]
- Kde je moje máma - (h: Eman Fiala / t: Ferenc Futurista a Eman Fiala) - album: Portréty českých hvězd (2000)
- Kdybych já uměl psát básně - (Václav Trojan / Jan Werich) - album: Váš dům šel spát (2000), Gold (2004)
- Kdybych tě neměl rád - (Jiří Baur / t:) - album: Vzpomínky mi zůstanou (1988), Portréty českých hvězd (2000)
- Kouzelná píšťala - (Eduard Parma / J. Schwertner) - album: Kouzelná píšťala - Rudolf Cortés / Vlasta Průchová - Písnička na konec / (1960), Portréty českých hvězd (2000)
- Kouzelný kout - (Saša Grossman / Alois Matoušek) - album: Kouzelný kout / (1961)

## L
- Láska bez hádky - (Miloslav Ducháč / Vladimír Dvořák) - album: Váš dům šel spát (2000), Gold (2004)

## M
- Maličkosti - (h: / t:) - album: Poslouchej (1979)
- Mám ji rád (Friendly Persuasion) - (Dimitri Tiomkin / Paul Francis Webster, č.t. Zdeněk Borovec) - album: Váš dům šel spát (2000), Gold (2004)
- Marita - (P. Misraki / A. Borneu, č. t. Jiří Traxler)
- Mercedes - (h: / t:)
- Měsíc je dlouhý - (Zdeněk Krotil / Vladimír Dvořák) - album: Měsíc je dlouhý/Nejkrásnější rým (1962)
- Mezi jedním polibkem - (h: / t:) - (nahráno: 26. února 1942)
- Modré nebe - (h: / t:)
- Moje milá - (Leopold Korbař / Jiří Štrébl) - album: Moje milá/Kateřina (1963)

## N
- Nám pánům žena je pánem - (h: / t:) - album: Poslouchej (1979)
- Na shledanou - (Leopold Korbař / t:) - album: Setkání po letech (1971), Vzpomínky mi zůstanou (1988), Portréty českých hvězd (2000)
- Na staré cestě - (h: / t:) - Rudolf Cortés a Zlatá hvězda - (nahráno: 9. října 1941)
- Naše první Vánoce - (Jiří Vinařický / Miroslav Zikán)
- Na té svatbě tvojí (I'll Dance At Your Wedding) - (h: / t:) - album: Vzpomínky mi zůstanou (1988), Portréty českých hvězd (2000)
- Na tu si počkám - (h: / t:) - album: Setkání po letech (1971)
- Něco za cibuli - (h: lidová / t:) - album: Portréty českých hvězd (2000)
- Nedělní ráno - (h: / t:) - album: Setkání po letech (1971)
- Nejhezčí tvář - (Jiří Vinařický / Vladimír Dvořák) - album: Nejhezčí tvář / (1955)
- Nejkrásnější rým - (Zdeněk Krotil / Jiří Aplt) - album: Měsíc je dlouhý / Nejkrásnější rým (1962)
- Nejmíň stárne klaun - (Karel Svoboda / Zdeněk Borovec) - album: Váš dům šel spát (2000), Gold (2004)[5]
- Někdo mě má rád - (h: / t:)
- Nelly Gray (Darling Nelly Gray) - (B. R. Hanby[6] / Vladimír Dvořák) - album: Vzpomínky mi zůstanou (1988), Váš dům šel spát (2000), Gold (2004)
- Nepojmenovatelná melodie - (h: / t:)
- Neříkám, ne, neříkám ano - (Jan Rimon / Miroslav Zikán) - album: Neříkám, ne, neříkám ano - Rudolf Cortés / Věčný spěch - Milan Chladil (1960)

## O
- Odkud vás znám - (h: / t:) - charleston
- Ó Donno Kláro - (h: / t:) - album: Portréty českých hvězd (2000)
- Očím snad uvěříš - (Vlastimil Hála / Vladimír Dvořák)
- Opuštěný dům - (h: / t:) - (nahráno: 26. února 1942)
- O Španělsku si zpívám - (Jaroslav Ježek / Jiří Voskovec a Jan Werich) - album: Váš dům šel spát (2000), Gold (2004)

## P
- Píseň o mušli - (h: / t:) - album: Setkání po letech (1971)
- Pohádka o lásce - (Evžen Klen / Miroslav Zikán) - album: Váš dům šel spát (2000), Gold (2004)
- Pokouším se zapomenout - (Alfons Langer / t: ) - album: Vzpomínky mi zůstanou (1988), Portréty českých hvězd (2000)
- Pouhý sen - (h: / t:) - (nahráno: 2. března 1942)
- Pověst o zvonech (Serenade Of The Bells) - (h: / t:) - album: Setkání po letech (1971)
- Praho, já tě mám rád - (R. A. Dvorský / Jiřina Fikejzová) - album: Váš dům šel spát (2000), Gold (2004)
- Přání - (S. Procházka / K. Kozel) - album: Portréty českých hvězd (2000)
- Prázdný kout - (Miloslav Ducháč / Jaroslav Moravec) - album: Setkání po letech (1971)
- Prodám srdce - (Jaroslav Ježek / Jiří Voskovec a Jan Werich) - album: Váš dům šel spát (2000), Gold (2004)
- Prostý lék - (Vlastimil Hála / Vladimír Dvořák) - album: Portréty českých hvězd (2000)
- Prší, prší - (A. Wolf / Jiřina Fikejzová) - album: Prší, prší - Rudolf Cortés/Rosalie - Eva Martinová (1964)
- Přísahám, že tě mám rád (With All My Heart) - (h: / t:)
- Půlnoční synkopy - (Bohuslav Sedláček / t:) - album: Portréty českých hvězd (2000)
- Půlnoční randezvous - (h: / t:)

## R
- Ranní píseň (Ti diro) - (Giovanni D'Anzi / ) - album: Ranní píseň (Ti diro) - Rudolf Cortés / Ospalý budík - Milan Chladil (1963)
- Ranní písnička - (Miloslav Ducháč / Vladimír Dvořák) - album: Setkání po letech (1971)
- Rolničky - (traditional / Jiří Traxler)
- Růžový pahorek - (h: / t:)

## S
- Samota je zlá - (h: / t:) - album: Poslouchej (1979)
- S čertem si hrát - (Burton Lane / E.Yip Harburg, č.text: Jiří Voskovec, Jan Werich) - album: Vzpomínky mi zůstanou (1988)
- S čertem si hrát - (Burton Lane / E. Yip Harburg, č.text: Jiří Voskovec, Jan Werich) - Rudolf Cortés a Soňa Červená
- Setkáni po letech - (Vlastimil Hála / K. Hynek) - album: Setkání po letech (1971), Vzpomínky mi zůstanou (1988), Portréty českých hvězd (2000)
- Směj se dál - (Jiří Baur / Zdeněk Borovec) - Jarmila Veselá a Rudolf Cortés - album: Směj se dál/ (1959),
- Sluší ti smích - (h: /t:) - (nahráno 26. února 1942)
- Správná žába - (h: /t:) - (nahráno 26. února 1942)
- Starý honec krav - (h: / t:)
- Starý mlýn - (Kamil Běhounek / Karel Kozel)
- Starý mlýn - (Karel Valdauf / t:)
- S tebou (Near You) - (Francis Craig / Kermit. Goell č.t: Jiří Traxler) - album: Vzpomínky mi zůstanou (1988), Portréty českých hvězd (2000)

## Š
- Šťastný den - (Miloslav Ducháč / t:)

## T
- Táborák už zhas - (Zdeněk Petr / I. Fischer) - album: Portréty českých hvězd (2000)
- Tak láska začíná - ( Jaroslav Mangl / Jaromír Vomáčka ) ; Supraphon F-14302782360 ,( rok 1956)
- Tak nevím (Miloslav Ducháč / Vladimír Dvořák) - album: Váš dům šel spát (2000), Gold (2004)
- Tak to bývá - (h: / t:) - album: Poslouchej (1979)
- Takový sníh už nepadá - (Alois Palouček / Bedřich Bobek) - album: Váš dům šel spát (2000), Gold (2004)
- Tam za tou duhou (Look TO The Rainbow) - (Burton Lane, č.text: Jiří Voskovec, Jan Werich) - album: Váš dům šel spát (2000),
- Tam u nás - (h: / t:)
- Ten, kdo nemá rád - (Burton Lane, č.text:Jiří Voskovec, Jan Werich) - album: Vzpomínky mi zůstanou (1988)
- Ten, kdo nemá rád - (Burton Lane, č.text: Jiří Voskovec, Jan Werich) - Rudolf Cortés a Soňa Červená
- Ten úsměv děcka - (h: / t:)
- Tiše den zhasíná (In the Still if the Night) - (Cole Porter / Miloslav Ducháč)
- Ty chceš každého mít ráda (You Call Everybody darling) - (h: / t:) - album: Setkání po letech (1971)
- Ty jsi můj anděl strážný - (D.C. Vačkář / B. Nádvorník)
- Ty Petřínské stráně - (Karel Hašler / Karel Hašler)

## U
- Už bude šest - (Miloslav Ducháč / Vladimír Dvořák) - album: Váš dům šel spát (2000), Gold (2004)

## V
- Váš dům šel spát - (Alfons Jindra / Vladimír Dvořák)[7] [8] [9] - album: Setkání po letech (1971), Vzpomínky mi zůstanou (1988), Váš dům šel spát (2000), Gold (2004)
- Večerní zvon - (h: / t:)
- Velký a malá - (Václav Pokorný / Jaromír Hořec) - album: Váš dům šel spát (2000), Gold (2004)
- Vím, že bývá malý člověk sám - (William Bukový / t:) - album: Portréty českých hvězd (2000)
- Volám tě písní svou' - (P. Kareš / K. Kozel)
- Vrátím se zpátky do dětství - (h: / t:) - album: Poslouchej (1979)
- Vystavím zeď kolem tebe - (Leopold Korbař/ t: ) - album: Vzpomínky mi zůstanou (1988), Portréty českých hvězd (2000)
- Vzdušný zámek - (h: / t:) - album: Poslouchej (1979)
- Vzpomínky mi zůstanou (They Can't Take That Away From Me) - (G. Gershwin / I. Gershwin č.t: Vladimír Dvořák) - album: Vzpomínky mi zůstanou (1988), Portréty českých hvězd (2000)

## Z
- Za jeden krásný pohled - (lidová / t: lidová) - album: Portréty českých hvězd (2000)
- Zapadákov - (h: / t:) - album: Jdou stáda, jdou/Zapadákov (1975)
- Zavolá srdce tvé - (R. Gilbert, A. Lara / J. Moravec)
- Zimní nálada - (Karel Valdauf / Karel Valdauf) - Ivana Seinerová a Rudolf Cortés - tango
- Zlatá horečka - (h: / t:) - album: Poslouchej (1979)
- Zlé fialky - (h: / t:)
- Zpívej - (J. Gollwell / t:) - album: Portréty českých hvězd (2000)

## Ž
- Žádné vlaky zpátky nejezdí - (h: / t:) - album: Poslouchej (1979)